# Longhope (Gloucestershire)
Longhope è un villaggio e parrocchia civile dell'Inghilterra, appartenente alla contea del Gloucestershire.